# IOS 8
iOS 8 je osmá hlavní verze mobilního operačního systému iOS vyvíjeného společností Apple Inc.. Byl představen na vývojářské konferenci WWDC dne 2. června 2014 a veřejně vydán 17. září 2014. iOS 8 navázal na redesign verze iOS 7, rozšířil jeho funkce a přinesl zásadní změny pro vývojáře. Byl to první iOS, který podporoval rozšíření třetích stran v rámci systému (například klávesnice nebo widgety).

## Nové funkce

### Handoff a Continuity
iOS 8 umožnil plynulý přechod mezi zařízeními Apple. Funkce Handoff umožňuje začít činnost (např. e-mail nebo web) na jednom zařízení a pokračovat na jiném. Continuity také umožňuje přijímat hovory a SMS zprávy na iPadu nebo Macu.

### iCloud Drive
Zavedení iCloud Drive jako alternativy ke službám typu Dropbox. Uživatelé mohou ukládat a synchronizovat soubory mezi zařízeními Apple.

### Zprávy
Aplikace Zprávy dostala možnost posílat hlasové zprávy, videa, skupinové zprávy s možností přidávání/odebírání členů a funkci "Do Not Disturb" pro jednotlivé konverzace.

### Klávesnice
Byla přidána prediktivní funkce QuickType a poprvé bylo možné instalovat klávesnice třetích stran z App Storu.

### Rodinné sdílení
iOS 8 zavedl možnost sdílení nákupů z iTunes Storu a App Storu v rámci jedné rodiny (až 6 členů), včetně sdílení kalendářů a polohy.

### Aplikace Zdraví
Nová aplikace Zdraví (Health) slouží jako centrální místo pro sledování zdravotních a fitness dat ze zařízení a aplikací třetích stran.

### Fotoaparát a Fotky
Zavedení nových editačních nástrojů a vylepšené správy knihovny fotografií. Apple oznámil iCloud Photo Library (plně spuštěna až s iOS 8.1).

### Spotlight
Spotlight byl rozšířen o možnost vyhledávání mimo zařízení (např. výsledky z App Storu, Wikipedie, zpráv atd.).

### Rozšíření pro vývojáře
iOS 8 přinesl vývojářům více než 4000 nových API včetně podpory Touch ID, rozšíření aplikací (např. widgety, akce, vlastní klávesnice), frameworky jako HomeKit a HealthKit.

## Přijetí a kritika
iOS 8 byl chválen za otevřenost vůči vývojářům a nové možnosti integrace. Kritiku si vysloužil za velkou velikost aktualizace (některá zařízení vyžadovala až 5 GB volného místa), což vedlo k negativním reakcím, zvláště u uživatelů 16GB zařízení. Vydání iOS 8.0.1 způsobilo problémy s Touch ID a mobilním signálem na iPhone 6, kvůli čemuž byla aktualizace rychle stažena.

## Podporovaná zařízení

### iPhone
- iPhone 4S
- iPhone 5
- iPhone 5C
- iPhone 5S
- iPhone 6
- iPhone 6 Plus

### iPod Touch
- iPod Touch (5. generace)
- iPod Touch (6. generace)

### iPad
- iPad 2
- iPad (3. generace)
- iPad (4. generace)
- iPad Air
- iPad Air 2
- iPad mini (1. generace)
- iPad mini 2
- iPad mini 3

## Historie verzí
| Verze | Datum vydání       | Hlavní změny                                                                                    |
| ----- | ------------------ | ----------------------------------------------------------------------------------------------- |
| 8.0   | 17. září 2014      | Continuity, Handoff, iCloud Drive, QuickType, interaktivní notifikace, vylepšené Zprávy a Fotky |
| 8.0.1 | 24. září 2014      | Opravy chyb, ale způsobovala ztrátu signálu a nefunkční Touch ID (stažena)                      |
| 8.0.2 | 25. září 2014      | Oprava chyb z verze 8.0.1, oprava přístupnosti, HealthKit                                       |
| 8.1   | 20. října 2014     | Apple Pay (USA), návrat Camera Roll, SMS Relay přes Mac, iCloud Photo Library (beta)            |
| 8.1.1 | 17. listopadu 2014 | Zlepšení výkonu na iPhone 4S a iPad 2, bezpečnostní aktualizace                                 |
| 8.1.2 | 9. prosince 2014   | Oprava chyby s vyzváněcími tóny zakoupenými v iTunes                                            |
| 8.1.3 | 27. ledna 2015     | Snížení velikosti požadované pro aktualizaci, opravy VoiceOver a Apple ID přihlášení            |
| 8.2   | 9. března 2015     | Podpora Apple Watch, vylepšení aplikace Zdraví, opravy stability                                |
| 8.3   | 8. dubna 2015      | Nové emodži, bezdrátové CarPlay, opravy Wi-Fi, Bluetooth, rotace obrazovky a dalších chyb       |
| 8.4   | 30. června 2015    | Apple Music, Beats 1 rádio, nová aplikace Hudba                                                 |
| 8.4.1 | 13. srpna 2015     | Opravy a vylepšení Apple Music, bezpečnostní záplaty                                            |